# Owsla
Owsla (nazwa stylizowana na OWSLA) – amerykańskie wydawnictwo muzyczne z siedzibą w Los Angeles. Zostało założone 17 sierpnia 2011 przez Skrillexa, Tima Smitha, Kathryn Frazier i Claytona Blaha. Jest zależne od Atlantic Records.
Nazwa wydawnictwa wywodzi się z powieści Wodnikowe Wzgórze Richarda Adamsa, w której owsla to grupa antropomorfizowanych królików.

## Kluczowe osoby
- Sonny Moore (Skrillex) – założyciel, dyrektor generalny[8][9],
- Tim Smith – współzałożyciel, kierownik artystyczny[8][10],
- Kathryn Frazier – współzałożyciel, publicystka[8][10],
- Clayton Blaha – współzałożyciel, dyrektor A&R[8][10],
- Chris Morris – szef A&R[11],
- Blaise DeAngelo – były menadżer generalny[8].

## Artyści
Lista artystów wydających swoje nagrania za pośrednictwem wytwórni Owsla. Jako obecni wymienieni są artyści z 2019.

### Obecni
- Chris Lake
- Ekali
- Elohim
- josh pan
- Milo & Otis

### Byli
- AC Slater
- Alesia
- Alex Metric
- Alvin Risk
- Anna Lunoe
- Aryay
- Barely Alive
- Bart B More
- Basecamp
- Bassnectar
- Birdy Nam Nam
- Bixel Boys
- Blood Diamonds
- Carmada
- Crookers
- David Heartbreak
- Destructo
- Dillon Francis
- DJ Sliink
- Dog Blood
- Dream
- Etnik
- Figure
- From First to Last
- Getter
- Gesaffelstein
- Ghastly
- Heartsrevolution
- Hundred Waters
- I Am Legion
- Jack Beats
- Jack Ü
- JOYRYDE
- The Juggernaut
- Keith Ape
- Kill Paris
- Kill the Noise
- KOAN Sound
- LOUDPVCK
- The M Machine
- Mark Johns
- Marshmello
- Mija
- Monsta
- Moody Good
- MUST DIE!
- Nick Thayer
- OddKidOut
- pennybirdrabbit
- Phonat
- Phuture Doom
- Point Point
- Porter Robinson
- Rell The Soundbender
- Rusko
- Seven Lions
- Showtek
- Skream
- Skrillex
- Snails
- Star Slinger
- Sub Focus
- TC
- Teddy Killerz
- Tennyson
- Torro Torro
- Valentino Khan
- Vindata
- What So Not
- Wiwek
- Yogi
- Zedd